# Ротунда, Майк
Лоуренс Майкл Ротунда (англ. Lawrence Michael Rotunda, род. 30 марта 1958, Сент-Питерсберг, Флорида) — американский рестлер. Наиболее известен по выступлениям в World Wrestling Federation и World Championship Wrestling в 1980-х и 1990-х годах под именами Майк Ротунда, Майкл Уоллстрит и Ирвин Р. Шистер. На протяжении своей карьеры Ротунда владел такими титулами, как командное чемпионство мира NWA, телевизионное чемпионство мира NWA и командное чемпионство мира WWF.
Член Зала славы WWE (2024) в составе команды «Американский экспресс».

## Карьера в рестлинге

### Ранняя карьера (1981—1984)
После окончания Сиракузского университета Ротунда отправился в Германию, где тренировался рестлингу под руководством Разрушителя. Он дебютировал в 1981 году, выступая за такие организации, как Lutte Internationale, Jim Crockett Promotions и Championship Wrestling from Florida.

### World Wrestling Federation (1984—1986)
Ротунда и Барри Уиндем присоединились к World Wrestling Federation как «Американский экспресс» в 1984 году, в это время его стали называть Майк Ротундо, а не Ротунда. Они дважды выигрывали чемпионат командное чемпионство мира WWF. Самой заметной враждой «Экспресса» была вражда с Железным шейхом и Николаем Волковым, которым они проиграли титул на первой «Рестлмании». «Американский экспресс» вернули себе пояса в июне 1985 года, но через два месяца проиграли их Брутусу Бифкейку и Грегу Валентайну. Вскоре после этого Уиндем покинул WWF.
Ротунда продолжал выступать в одиночных матчах, пока сам не покинул WWF в начале 1986 года. Он ненадолго вернулся в WWF осенью 1986 года в команде с «Золотым мальчиком» Дэном Спайви в качестве новой версии «Экспресса», но успехом она не пользовалась.

### American Wrestling Association (1986)
«Американский экспресс» воссоединились в American Wrestling Association, чтобы выступить на WrestleRock 86 20 апреля 1986 года, победив «Потрясающих». Команда просуществовала недолго, так как Уиндем покинул AWA вскоре после дебюта. Ротунда продержался ещё несколько месяцев без особого успеха.

### Jim Crockett Promotions / World Championship Wrestling (1987—1991)
В 1987 году Ротунда присоединился к филиалу Jim Crockett Promotions, где он присоединился к Varsity Club Кевина Салливана, группе рестлеров с любительским прошлым. Ротунда начал препираться с членом Varsity Club Риком Штайнером, выпускником Мичиганского университета, по поводу того, у кого из них альма-матер лучше. Это, в свою очередь, привело к тому, что они стали спорить о том, кто из них лучший рестлер.
В январе 1988 года Ротунда выиграл телевизионное чемпионство мира NWA у Никиты Колоффа, а затем отдал свой титул чемпиона Флориды в тяжелом весе Штайнеру. Затем он начал вражду с Джимми Гарвином, потому что Салливан хотел заполучить жену Гарвина — Прешес. Штайнер покинул группировку и начал враждовать с Ротундой, враги обменялись телевизионным титулом, пока Ротунда не проиграл его Стингу.
В конце 1988 года «Доктор Смерть» Стив Уильямс и Дэн Спайви присоединились к Varsity Club, и Ротунда в команде с Уильямсом выиграл чемпионат командное чемпионство мира NWA у «Дорожных воинов». Во время матча рефери Теодор Лонг стал хилом и быстро сделал счет «три», что позволило Ротунде и Уильямсу одолеть чемпионов. После спорного судейства Лонг стал менеджером.
В мае 1989 года Уильямс и Ротунда были лишены титула, а вскоре после того, как Салливан и Ротунда завершили вражду с братьями Штайнер, Ротунда ненадолго покинул NWA. Он вернулся в 1990 году в качестве фейса, используя образ судовладельца Капитана Майка Ротунды. Он сформировал «экипаж» (состоящую из Абдуллы Мясника и Нормана Лунатика) и враждовал с новой командой Кевина Салливана «Бойня Салливана» (Кактус Джек, Базз Сойер и Бам Бам Бигелоу).
В середине 1990 года Ротунда снова стал хилом и превратился в Майкла Уоллстрита, а его менеджером стала Александра Йорк (и её компьютер). Они основали «Йорк Фонд». Они утверждали, что знают (с помощью компьютерного анализа), как выиграть каждый матч и сколько времени потребуется Уоллстриту для победы. В течение этого короткого периода он был непобедим, и часто на экране появлялся таймер, чтобы подтвердить утверждение дуэта. Партнёрство закончилось, когда Ротунда покинул NWA ради новой роли в WWF в начале 1991 года.

### Возвращение в World Wrestling Federation

#### I.R.S. (1991—1992)
Ротунда вернулся в WWF в апреле 1991 года, став Ирвином Р. Шистером, сокращенно I.R.S.. Образ Шистера — бывший налоговый инспектором «Службы внутренних доходов» (IRS) из Вашингтона. Он преследовал рестлеров и фанатов, называя их «налоговыми мошенниками» и призывая их «платить справедливую долю». Например, на шоу в Род-Айленде он критиковал штат за то, что он является налоговым убежищем для владельцев яхт из Нью-Йорка, или во время рестлинга в Нью-Гэмпшире он выходил к микрофону и критиковал фанатов за то, что они не должны платить подоходный налог штата. Чтобы ещё больше укрепить этот образ, один из его финишных приемов назывался «Списание».

### Возвращение в World Championship Wrestling

#### Дебют и «Новый мировой порядок» (1995—1997)
Ротунда вернулся в WCW в сентябре 1995 года. На дебютном выпуске WCW Monday Nitro, который вышел в эфир 4 сентября 1995 года, он был представлен как Майкл Уоллстрит, но уже в следующем выпуске он стал известен как В. К. Уолстрит (В.К. — намёк на Винсента Кеннеди Макмэна), а комментатор Эрик Бишофф спросил Бобби Хинана в прямом эфире, почему его имя внезапно изменилось. Ротунда использовал это имя в течение почти года. Кульминация этого периода пришлась на Battlebowl 1996 года, где он в команде с Джимом Дагганом дошёл до полуфинала и проиграл Дику Слейтеру и Эрлу Роберту Итону. В конце концов его имя вернулось к Майклу Уоллстриту и Мистеру Уоллстриту, и в декабре 1996 года он вступил в «Новый мировой порядок» (nWo) после предложения бывшего партнёра по команде Теда Дибиаси. Самым известным его матчем в этот период был проигрыш Джеффу Джарретту на nWo Souled Out в январе 1997 года. В эпизоде Nitro от 21 апреля Уоллстрит был вынужден покинуть nWo, когда его контракт с nWo был объявлен Джеймсом Джей Диллоном недействительным из-за его предыдущего контракта с WCW. Несмотря на это, он появился с nWo несколько недель спустя на Nitro от 5 мая, прежде чем окончательно согласиться с решением Диллона и покинуть группировку. Хотя он больше не был членом nWo, он открыто выражал свое презрение к WCW (часто выходя на ринг в футболках против WCW). Летом 1997 года он ушёл в New Japan Pro-Wrestling, у которой были деловые отношения с WCW.

#### Воссоединение Varsity Club и уход (1999—2000)
Он вернулся (как Майк Ротунда) в WCW на Starrcade 1999, реформировав Varsity Club с Риком Штайнером и Кевином Салливаном, чтобы объединиться с Джимом Дагганом против «Революции» (Шейн Даглас, Дин Маленко, Перри Сатурн и Азиа). . В начале 2000 года он принял участие в турнире «Смертельная лотерея» за освободившийся титул командных чемпионом мира WCW в паре с Баззкиллом. В первом раунде они победили Дина Маленко и Коннана, но в четвертьфинале проиграли «Братьям Харрис». Ротунда покинул WCW весной 2000 года. Он вернулся в Японию, а также несколько раз выступал в World Wrestling Council в Пуэрто-Рико.

## Личная жизнь
Ротунда женат на Стефани Ротунда (урождённой Уиндхем), дочери рестлера Блэкджека Маллигана и сестре рестлеров Барри и Кендалл Уиндхемов. У них два сына, Уиндем и Тейлор, которые являются рестлерами, оба работали в WWE под именами Брэй Уайатт (бывший чемпион WWE) и Бо Даллас (бывший чемпион NXT).

## Титулы и достижения
- All Japan Pro Wrestling
  - World’s Strongest Tag Determination League (2000) — с «Доктором Смерть» Стивом Уильямсом
- Championship Wrestling from Florida
  - NWA Florida Heavyweight Championship (3 раза)[9]
  - NWA Southern Heavyweight Championship (Florida version) (2 раза)[10]
  - NWA United States Tag Team Championship (Florida version) (4 раза) — с Барри Уиндемом (3 раза), и Майком Дэвисом (1 раз)[11]
- George Tragos/Lou Thesz Professional Wrestling Hall of Fame
  - С 2022 года[12]
- Jim Crockett Promotions/World Championship Wrestling
  - NWA World Tag Team Championship (Mid-Atlantic version) (1 раз) — со Стивом Уильямсом[5][13]
  - Телевизионный чемпион мира NWA (3 раза)[14]
- Maple Leaf Wrestling
  - NWA Canadian Television Championship (1 раз)[15]
- Pro Wrestling Illustrated
  - № 26 в топ 500 рестлеров в рейтинге PWI 500 в 1994[16]
- World Wrestling Federation
  - Зал славы WWE (2024) — как член «Американского экспресса»
  - Командный чемпион WWF (5 раз) — с Барри Уиндемом (2 раза), и Тедом Дибиаси (3 раза)[4][5]
  - Slammy Award
    - Самый сладкий (1994)
- Wrestling Observer Newsletter
  - Лучший образ (1996) — nWo
  - Вражда года (1996) New World Order vs. World Championship Wrestling